# Megaletoscope

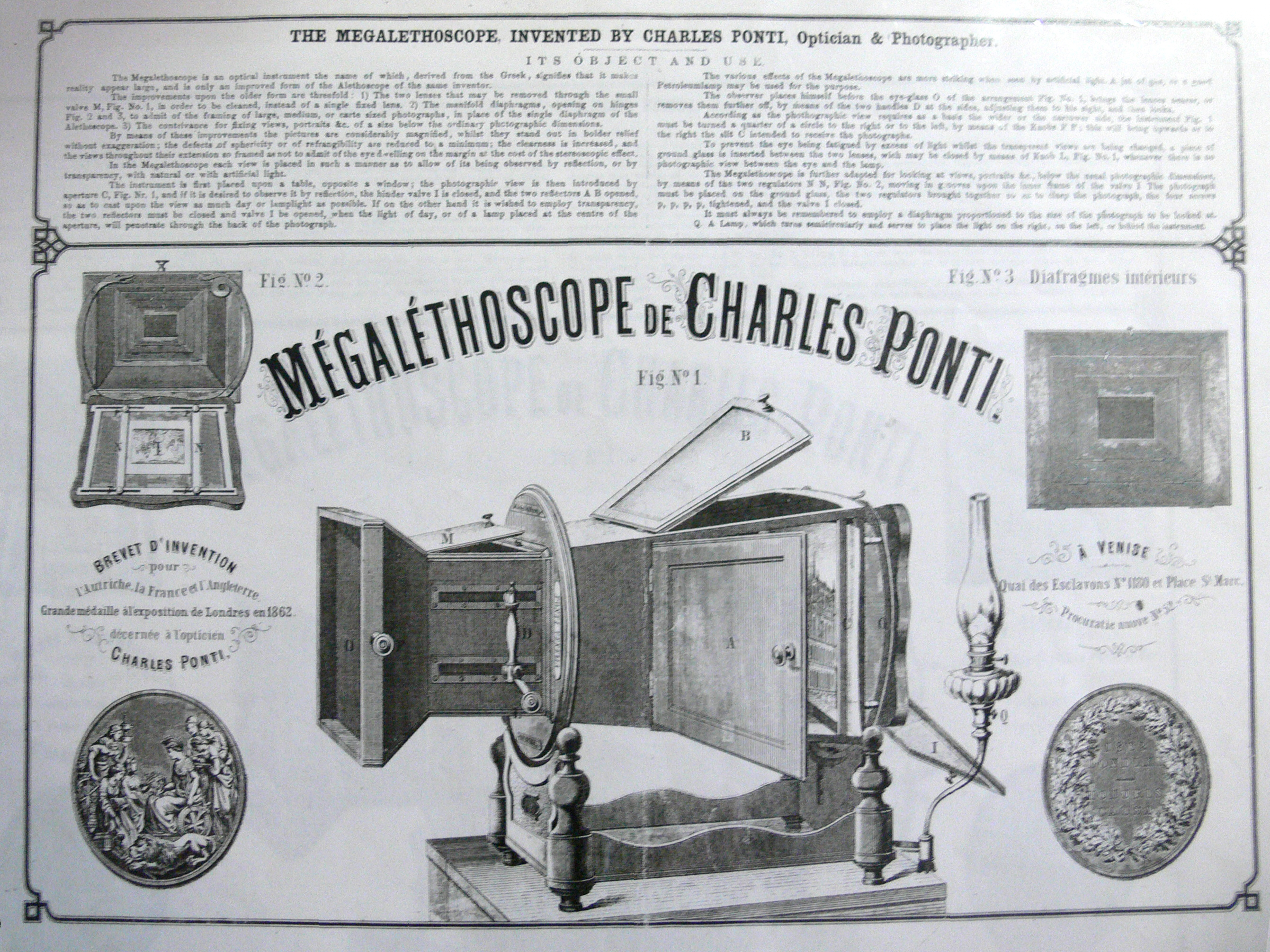
Fulletó descriptiu del Megaletoscope.

El megaletoscope, megaletoscopi o aletoscopi (una variant anterior) és un aparell òptic dissenyat per Carlo Ponti, òptic i fotograf italià, el qual va patetar el seu invent l'any 1861. Dins l'aparell, les fotografies són vistes a través d'una gran lent, la qual crea la il·lusió òptica de profunditat i perspectiva.
Les còpies a l'albúmina eren il·luminades per una font interna, normalment un oli o querosè. Ponti va produir diverses fotografies per utilitzar en el Megaletoscope. Les fotografies eren translucides i pintades per a crear efectes visuals dramàtics, com utilitzar diferents jocs de llum per a crear sensacions de dia diferents.

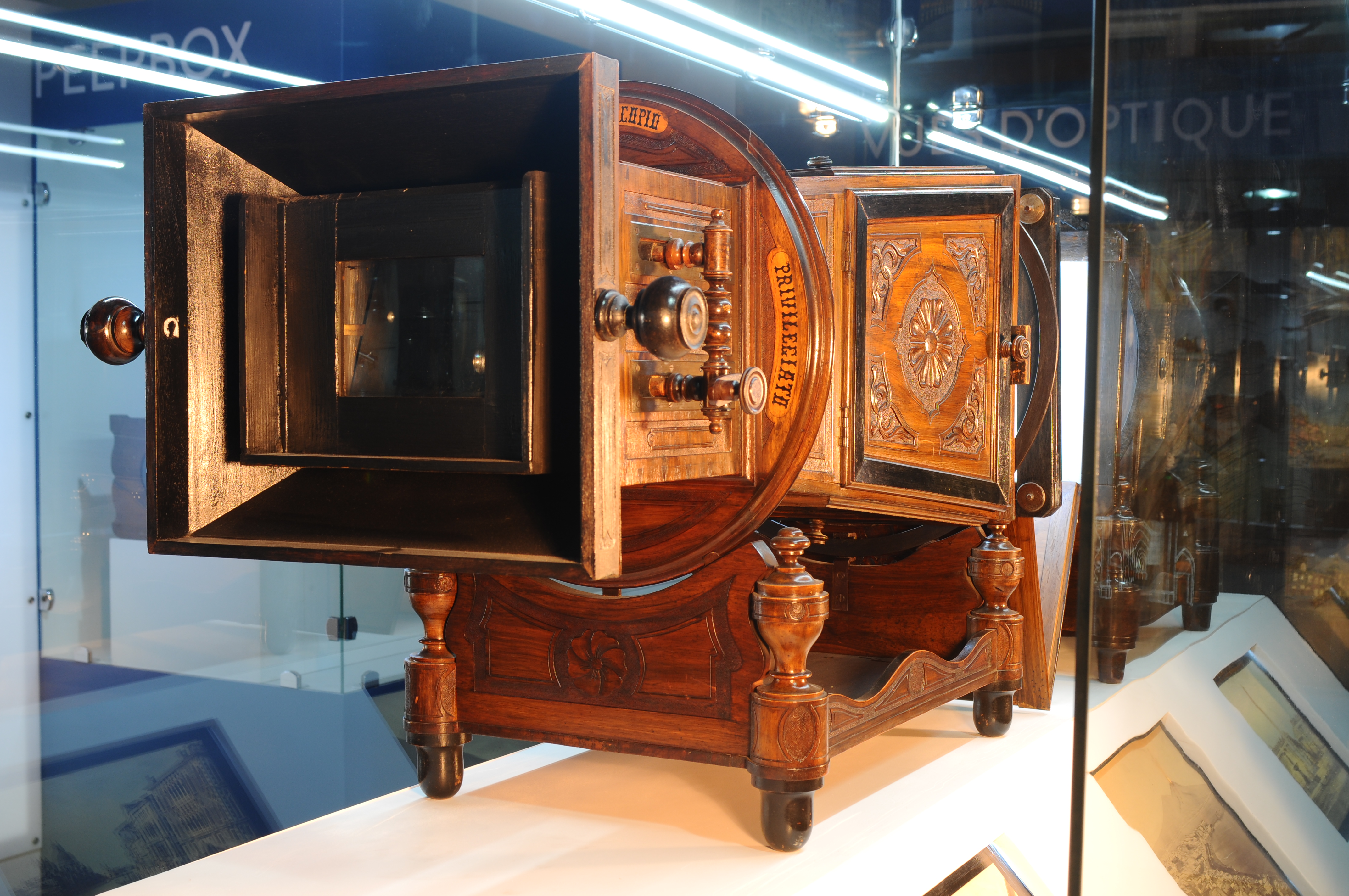
Megalethoscope de fusta italià.

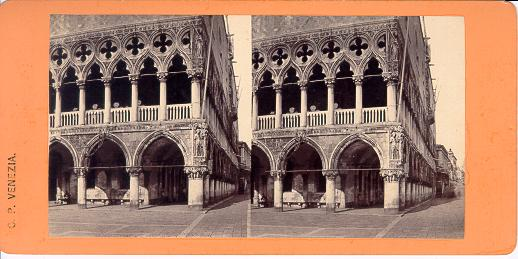
Fotografies realitzades per Carlo Ponti.

El megalethoscope era i és sovint confós amb l'estereoscopi, inventat per sir Charles Wheatstone el 1840, que era d'un disseny diferent el qual produïa un efecte totalment diferent. Tanmateix, el megaletoscope i el aletoscopi, invents de Carlo Ponti, son capaços de donar una il·lusió segura d'alleujament, que utilitzava la cromostereopsis, un efecte visual centrar en els colors complementaris.
Administrativament l'aparell va ser patentat el 1861, d'aquesta manera fou només possible per a Carlo Ponti fabricar-lo. Més tard, al 1866, diferents lleis van canviar perquè l'invent no tingués un propietari únic, obrint així la possibilitat de fabricar el megaletoscope a diferents fotògrafs i inventors italians.